# Night of the Proms Tour 2014
Bei Night of the Proms 2014 handelt es sich um 30. Ausgabe der gleichnamigen Konzertreihe, an der viele unterschiedliche Künstler aus unterschiedlichen Genres teilnahmen.

## Hintergrund
Die Night of the Proms ist eine Konzertreihe, bei der klassische Musik und Popmusik zusammentreffen. Die Tour erstreckte sich über ein halbes Jahr und erfolgte in zwei Abschnitten. Der erste Abschnitt erfolgte im Juni 2014, bei dem vier Konzerte in den Vereinigten Staaten gespielt wurden. Der zweite Tourabschnitt folgte von November bis Dezember 2014, bei dem Konzerte in Europa gespielt wurden. Mit 28 Konzerten spielte der britische Musiker John Miles die meisten Konzerte während der Tour. Der einzige Teilnehmer aus dem deutschsprachigen Raum war die deutsche Singer-Songwriterin Madeline Juno. Der Bayerische Rundfunk strahlte einen zweistündigen Zusammenschnitt der Konzertreihe aus.
Bei den Konzerten in den Vereinigten Staaten handelte es sich um die ersten Shows außerhalb Europas. Aufgrund des dreijährigen Jubiläums wollte man erstmals den „Schritt über den Atlantik“ wagen. Die Vorbereitungen dazu liefen bereits seit 2011. Initiator hierfür war ein ehemaliges Mitglied des Managements von James Brown, der den Produzenten der Konzertreihe die Tür zum amerikanischen TV-Sender PBS öffnete. Die große Anzahl an Welthits von namhaften Künstlern in „einzigartigen“ Liveversionen mit großem Orchester weckte das Interesse der Produktionsfirma International Media, die sofort vorschlugen, acht Folgen für das US-Fernsehen zu produzieren. Nach vollständiger Sichtung des Materials wurden letztendlich 13 Folgen produziert. Durch die TV-Produktion wurde Paul Emery auf das Format aufmerksam, der bereits mit seiner Firma Emery Entertainment für Produktionen der Blue Man Group oder David Copperfield verantwortlich war. Emery besuchte 2012 die Konzerte in München und war sofort von dem Format begeistert. Er überzeugte AEG Live (den weltweit zweitgrößten Konzertveranstalter) ein oder mehrere Testkonzerte in Amerika zu organisieren. Am 3. März 2014 startete letztendlich die US-Werbekampagne und am 19. Juni 2014 schließlich das erste Konzert im Verizon Theatre in Grand Prairie.

## Teilnehmer und Setlist
Amerika
- Natalie Choquette
  - Carmen Overture, Nessun dorma
- Fine Fleur
  - Agnus Dei, Rolling in the Deep
- Kenny Loggins
  - Conviction of the Heart, Celebrate Me Home, This Is It (mit Michael McDonald), Danger Zone, Footloose
- Michael McDonald
  - Yah Mo B There (mit John Miles), Sweet Freedom, On My Own (mit Ruth Pointer), What a Fool Believes (mit Kenny Loggins), I Keep Forgettin’ (Every Time You’re Near)
- John Miles
  - Music, Bohemian Rhapsody
- Novecento
  - Also sprach Zarathustra Op. 30, Ungarische Tänze Nr. 5, Leichte Kavallerie, An der schönen blauen Donau Op. 314, Caruso, 5. Sinfonie, La gazza ladra, O Fortuna
- The Pointer Sisters
  - Jump (For My Love), Fire, I’m So Excited
- Nile Rodgers
  - I Want Your Love, Le Freak, Good Times, We Are Family

Europa
- Blue
  - All Rise, Sorry Seems to Be the Hardest Word
- CeeLo Green
  - Crazy, Bright Lights Bigger City, Fuck You!
- Chic
  - I Want Your Love, Le Freak, Good Times, Get Lucky, We Are Family
- Novecento
  - Also sprach Zarathustra Op. 30, Ungarische Tänze Nr. 5, Leichte Kavallerie, An der schönen blauen Donau Op. 314, Caruso, 5. Sinfonie, La gazza ladra, O Fortuna
- Robert Groslot
- Hooverphonic
  - The Night Before, Anger Never Dies, Sometimes, Mad About You, Amalfi, Let It Be
- Madeline Juno
  - Like Lovers Do, The Unknown/Feel You, Error
- John Miles
  - Music, Bohemian Rhapsody/“Heroes”
- Katie Melua
  - The Closest Thing to Crazy, Two Bare Feet/No Fear of Heights, Ketevan/God on Drums – Devil on the Bass, Nine Million Bicycles
- Marlon Roudette
  - When the Beat Drops Out, New Age, Anti Hero (Brave New World), Big City Life
- Bo Saris
  - When You Think of Me, The Addict
- Sam Sparro
  - Happiness, Black and Gold, Virtual Insanity
- Ksenija Sidorova
- Zucchero
  - L’urlo, Senza una donna (mit John Miles), Diavolo in me, Miserere (mit John Miles), X colpa di chi?
  - Alla fine, Vedo nero, Senza una donna, Miserere, Baila (Sexy Thing), Let It Be

## Tourdaten
| Datum             | Stadt                 | Veranstaltungsort    | Land               | Teilnehmer |
| ----------------- | --------------------- | -------------------- | ------------------ | --- |
| 19. Juni 2014     | Grand Prairie, Texas  | Verizon Theatre      | Vereinigte Staaten | Natalie Choquette, Fine Fleur, Kenny Loggins, Michael McDonald, John Miles, Novecento, The Pointer Sisters, Nile Rodgers |
| 20. Juni 2014     | Little Rock, Arkansas | Verizon Arena        | Vereinigte Staaten | Natalie Choquette, Fine Fleur, Kenny Loggins, Michael McDonald, John Miles, Novecento, The Pointer Sisters, Nile Rodgers |
| 21. Juni 2014     | Kansas City, Missouri | Sprint Center        | Vereinigte Staaten | Natalie Choquette, Fine Fleur, Kenny Loggins, Michael McDonald, John Miles, Novecento, The Pointer Sisters, Nile Rodgers |
| 22. Juni 2014     | Omaha, Nebraska       | CenturyLink Center   | Vereinigte Staaten | Natalie Choquette, Fine Fleur, Kenny Loggins, Michael McDonald, John Miles, Novecento, The Pointer Sisters, Nile Rodgers |
| 7. November 2014  | Antwerpen             | Sportpaleis          | Belgien            | Blue, CeeLo Green, Robert Groslot, Hooverphonic, John Miles, Sam Sparro, Ksenija Sidorova                                |
| 8. November 2014  | Antwerpen             | Sportpaleis          | Belgien            | Blue, CeeLo Green, Robert Groslot, Hooverphonic, John Miles, Sam Sparro, Ksenija Sidorova                                |
| 9. November 2014  | Antwerpen             | Sportpaleis          | Belgien            | Blue, CeeLo Green, Robert Groslot, Hooverphonic, John Miles, Sam Sparro, Ksenija Sidorova                                |
| 13. November 2014 | Antwerpen             | Sportpaleis          | Belgien            | Blue, CeeLo Green, Robert Groslot, Hooverphonic, John Miles, Sam Sparro, Ksenija Sidorova                                |
| 14. November 2014 | Antwerpen             | Sportpaleis          | Belgien            | Blue, CeeLo Green, Robert Groslot, Hooverphonic, John Miles, Sam Sparro, Ksenija Sidorova                                |
| 15. November 2014 | Antwerpen             | Sportpaleis          | Belgien            | Blue, CeeLo Green, Robert Groslot, Hooverphonic, John Miles, Sam Sparro, Ksenija Sidorova                                |
| 21. November 2014 | Rotterdam             | Ahoy                 | Niederlande        | Katie Melua |
| 22. November 2014 | Rotterdam             | Ahoy                 | Niederlande        | Katie Melua |
| 23. November 2014 | Rotterdam             | Ahoy                 | Niederlande        | CeeLo Green, Chic, Bo Saris                                                                                              |
| 26. November 2014 | Luxemburg             | d’Coque              | Luxemburg          | Madeline Juno, Katie Melua, John Miles, Novecento, Marlon Roudette, Zucchero                                             |
| 27. November 2014 | Frankfurt am Main     | Festhalle            | Deutschland        | Madeline Juno, Katie Melua, John Miles, Marlon Roudette, Ksenija Sidorova, Zucchero                                      |
| 28. November 2014 | Frankfurt am Main     | Festhalle            | Deutschland        | Madeline Juno, Katie Melua, John Miles, Marlon Roudette, Ksenija Sidorova, Zucchero                                      |
| 29. November 2014 | Dortmund              | Westfalenhalle       | Deutschland        | Madeline Juno, Katie Melua, John Miles, Marlon Roudette, Ksenija Sidorova, Zucchero                                      |
| 30. November 2014 | Oberhausen            | König-Pilsener-Arena | Deutschland        | Madeline Juno, Katie Melua, John Miles, Marlon Roudette, Ksenija Sidorova, Zucchero                                      |
| 2. Dezember 2014  | Mannheim              | SAP Arena            | Deutschland        | Madeline Juno, Katie Melua, John Miles, Marlon Roudette, Ksenija Sidorova, Zucchero                                      |
| 3. Dezember 2014  | Stuttgart             | Schleyer-Halle       | Deutschland        | Madeline Juno, Katie Melua, John Miles, Marlon Roudette, Ksenija Sidorova, Zucchero                                      |
| 5. Dezember 2014  | München               | Olympiahalle         | Deutschland        | Madeline Juno, Katie Melua, John Miles, Marlon Roudette, Ksenija Sidorova, Zucchero                                      |
| 6. Dezember 2014  | München               | Olympiahalle         | Deutschland        | Madeline Juno, Katie Melua, John Miles, Marlon Roudette, Ksenija Sidorova, Zucchero                                      |
| 7. Dezember 2014  | München               | Olympiahalle         | Deutschland        | Madeline Juno, Katie Melua, John Miles, Marlon Roudette, Ksenija Sidorova, Zucchero                                      |
| 11. Dezember 2014 | Hannover              | TUI Arena            | Deutschland        | Madeline Juno, Katie Melua, John Miles, Marlon Roudette, Ksenija Sidorova, Zucchero                                      |
| 12. Dezember 2014 | Köln                  | Lanxess Arena        | Deutschland        | Madeline Juno, Katie Melua, John Miles, Marlon Roudette, Ksenija Sidorova, Zucchero                                      |
| 13. Dezember 2014 | Köln                  | Lanxess Arena        | Deutschland        | Madeline Juno, Katie Melua, John Miles, Marlon Roudette, Ksenija Sidorova, Zucchero                                      |
| 17. Dezember 2014 | Erfurt                | Messehalle           | Deutschland        | Madeline Juno, Katie Melua, John Miles, Marlon Roudette, Ksenija Sidorova, Zucchero                                      |
| 18. Dezember 2014 | Berlin                | O2 World             | Deutschland        | Madeline Juno, Katie Melua, John Miles, Marlon Roudette, Ksenija Sidorova, Zucchero                                      |
| 19. Dezember 2014 | Hamburg               | O2 World             | Deutschland        | Madeline Juno, Katie Melua, John Miles, Marlon Roudette, Ksenija Sidorova, Zucchero                                      |
| 20. Dezember 2014 | Hamburg               | O2 World             | Deutschland        | Madeline Juno, Katie Melua, John Miles, Marlon Roudette, Ksenija Sidorova, Zucchero                                      |
| 21. Dezember 2014 | Bremen                | ÖVB Arena            | Deutschland        | Madeline Juno, Katie Melua, John Miles, Marlon Roudette, Ksenija Sidorova, Zucchero                                      |